# 1495 в Україні

## Особи

### Призначено, звільнено
- Митрополитом Київським, Галицьким і всієї Русі став Макарій
- намісник Путивльський Богдан Глинський

## Засновані, зведені
- Йосиповичі
- Конюхи
- Мишків